# Luigi Illario
Luigi Illario (Valenza, 20 novembre 1898 – Valenza, 18 giugno 1981) è stato un imprenditore italiano presidente della Camera di Commercio di Alessandria dal 1953 al 1975: fu uno dei principali artefici dell'industria orafa valenzana.

## Biografia
Si diplomò in ragioneria all'Istituto "Leonardo da Vinci" di Alessandria; prese parte alla guerra del 1915/1918 come sottotenente degli alpini: sopportò in questa circostanza le dure  privazioni di una lunga prigionia in Germania.
Finita la guerra, fondò con i fratelli la fabbrica di oreficeria " Carlo Illario e F.lli" con sede in Valenza, grazie alle dedizione al lavoro e le notevoli doti artistiche già nel 1929 l'azienda era considerata tra le prime tre a livello nazionale e incominciava ad attirare l'attenzione di clienti dall'estero.
L'attività imprenditoriale di Illario subiva una pausa nel 1940: veniva infatti richiamato per prendere parte alle operazioni sul fronte occidentale come capitano degli alpini.
Illario fu un esponente della Democrazia Cristiana venendo ripetutamente eletto come consigliere comunale di Valenza e consigliere provinciale: nel 1958 fu candidato al senato ma, pur risultando il più votato nel collegio elettorale di Alessandria-Tortona, non fu eletto.

## Opere e realizzazioni
Dopo anni di lavoro ininterrotto, nel 1951 ottenne la istituzione dell'Istituto Professionale statale per l'Industria e l'Artigianato - Scuola di oreficeria "Benvenuto Cellini", che è l'unica del genere in Italia. Questo istituto aveva il compito di formare maestranze preparate e qualificate per l'industria e l'artigianato nel ramo dell'oreficeria e dell'alta gioielleria.
Nel 1960 donò all'Enaoli un appezzamento di terreno di 12800 m² del valore di oltre 30 milioni di lire affinché venisse realizzato un collegio per orfani di lavoratori.
Ha promosso e contribuito in modo preminente alla costruzione, in località Perréres in Valtournenche, di una colonia estiva denominata " Colonia Don Pietro", atta a ospitare due turni di 20 giorni per 80 ragazzi bisognosi di cura montana.
Nel 1959 organizzò in Valenza la "Mostra Permanente" di tutta la produzione orafa valenzana, inaugurata presso Villa Scalcabarozzi con la presenza dell'allora Capo dello Stato Giovanni Gronchi.
Da Presidente della Camera di Commercio di Alessandria promosse l'istituzione del Comitato Provinciale Ortofrutticolo, con la finalità d'inserire il settore ortofrutticolo nel mercato europeo.

## Riconoscimenti
Nominato presidente dell'Associazione orafa Valenzana nel 1947,  che comprende circa 500 aziende e un indotto di circa 8500 operai orafi.
Nominato https://www.unioncamere.gov.it/P51A1404C1088S1087/camera-di-commercio-di-alessandria.htm della Camera di Commercio di Alessandria nel 1953
Medaglia d'oro ai benemeriti della scuola della cultura e dell'arte nel 1966
Nominato Cavaliere dell'ordine di Vittorio Veneto nel 1973

## Onorificenze

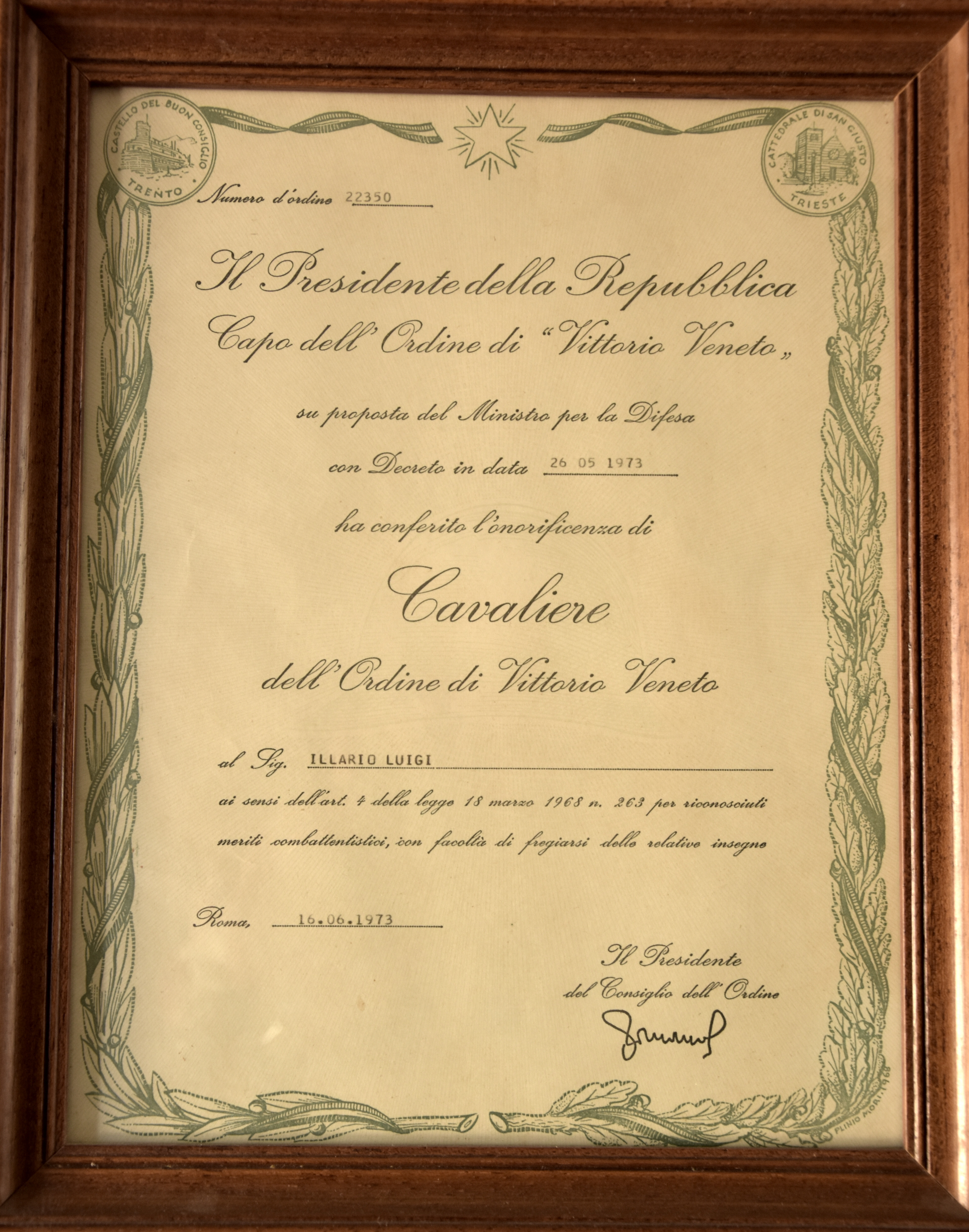
Cavaliere di Vittorio Veneto Luigi Illario 1973